# Rheinisches Landesmuseum Trier

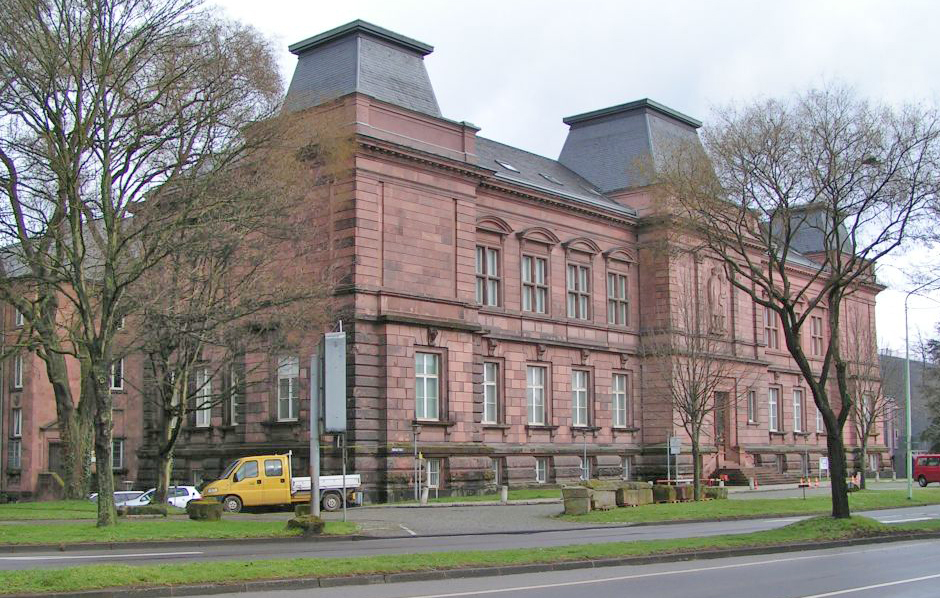
Rheinisches Landesmuseum Trier (2006)

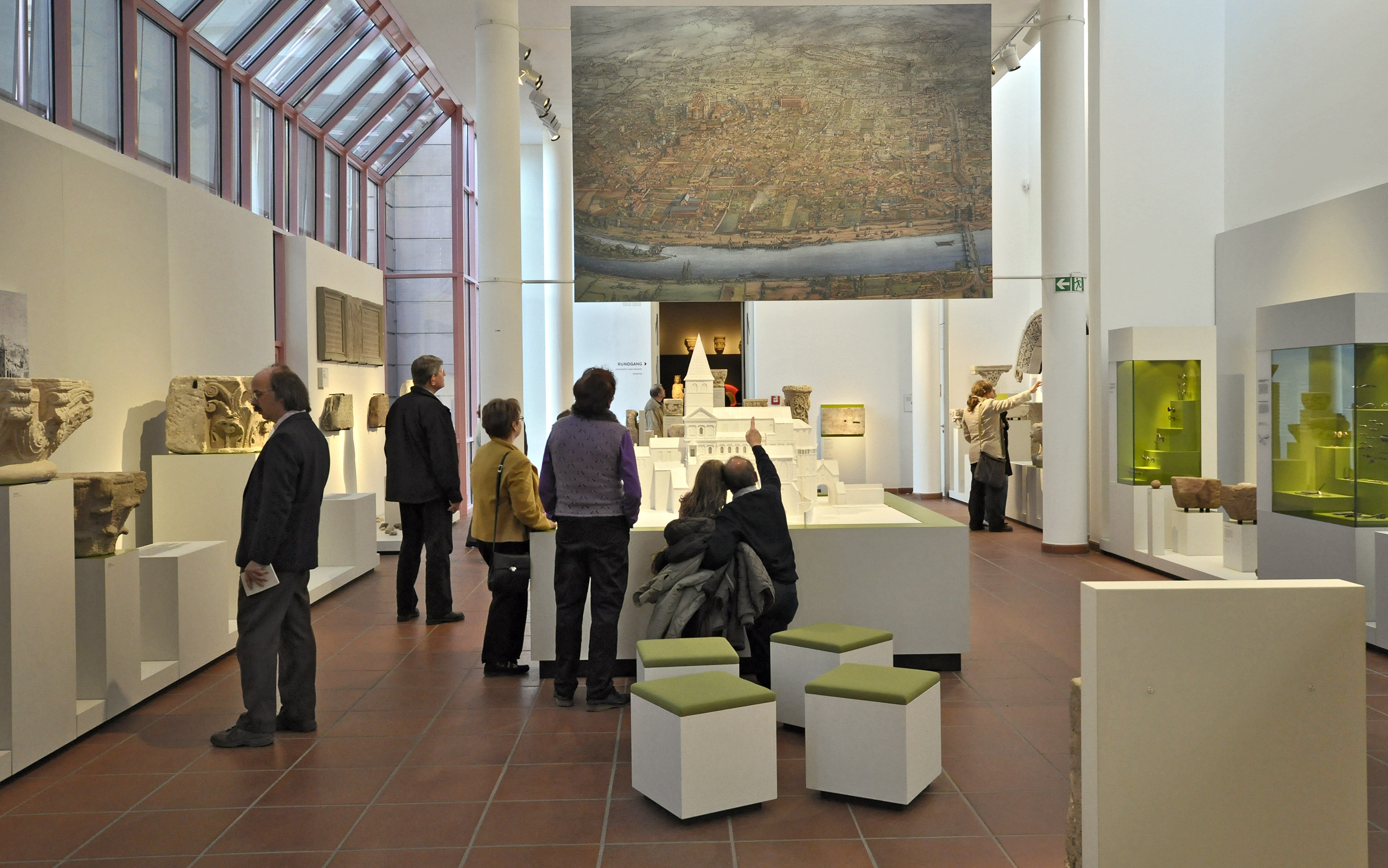
Ausstellungsraum Nach der Römerzeit

Das Rheinische Landesmuseum Trier ist eines der bedeutendsten und größten archäologischen Museen in Deutschland. Seine Sammlung erstreckt sich von der Vorgeschichte über die römische Zeit, das Mittelalter bis zum Barock. Vor allem aber die römische Vergangenheit von Augusta Treverorum, das heutige Trier, und seines Umlandes wird im Landesmuseum Trier anhand von archäologischen Funden dargestellt.

## Geschichte und Aufgaben

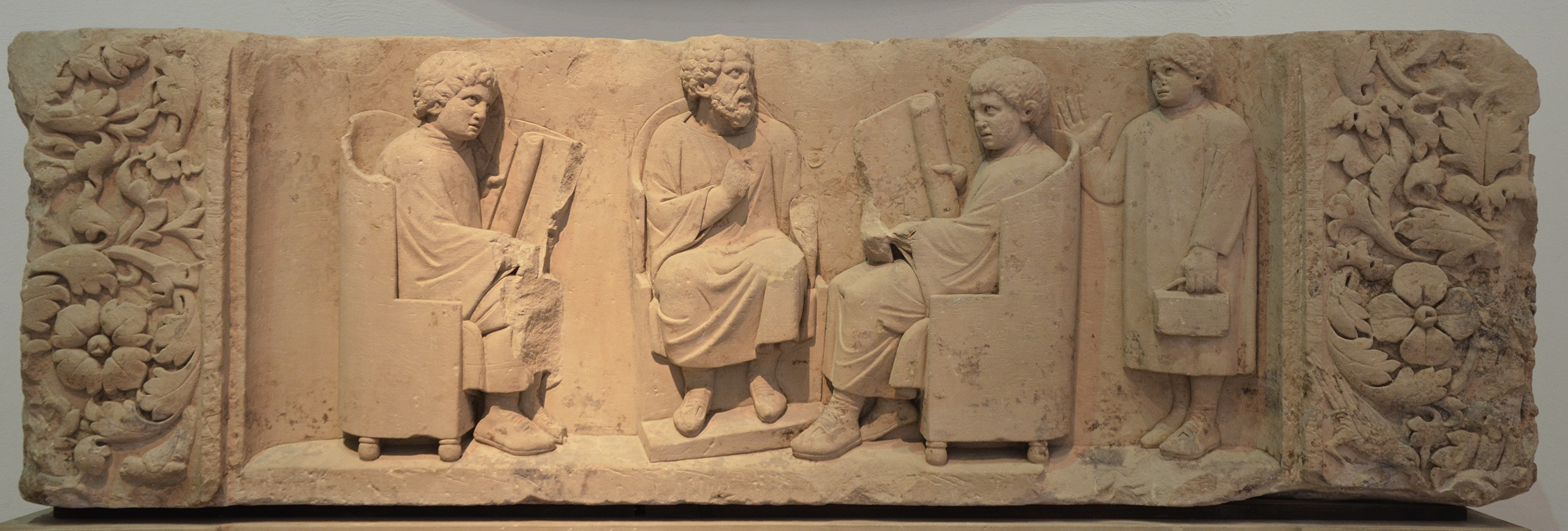
Schulrelief aus Neumagen

Das Landesmuseum wurde 1877 als „Provinzialmuseum der preußischen Rheinprovinz“ neben dem Rheinischen Landesmuseum Bonn gegründet und später vom Rheinischen Provinzialverband getragen. Nach dem Zweiten Weltkrieg ging das Museum in die Trägerschaft des Landes Rheinland-Pfalz über. Seit dem 1. März 2008 gehört das Museum zur Generaldirektion Kulturelles Erbe Rheinland-Pfalz.
Vor allem die archäologische Denkmalpflege ist seit der Gründung eine der Aufgaben des Landesmuseums, sodass die meisten Ausstellungsstücke aus eigenen Grabungen hervorgegangen sind. Mit mehr als 10.000 bekannten archäologischen Fundstellen und einer Fläche von 5700 km² umfasst das Arbeitsgebiet des Museums neben Trier auch die angrenzenden Landkreise Birkenfeld, Bernkastel-Wittlich, Bitburg-Prüm, Trier-Saarburg und Vulkaneifel. Zwei wissenschaftliche Zeitschriften sowie eine eigene Monographien-Reihe (Schriftenreihe des Rheinischen Landesmuseums Trier) werden zur Publikation der Grabungsergebnisse, Sammlungsbestände und historischen Forschungen genutzt. Seit 2006 vergibt der Fördererkreis des Landesmuseums den Dr.-Heinz-Cüppers-Preis, der nach dem langjährigen Direktor benannt ist.
Das heutige Museumsgebäude wurde 1885 bis 1889 errichtet. Es wurde im Zweiten Weltkrieg teilweise zerstört und in den 1950er Jahren verändert wieder aufgebaut.
Direktoren
- 1877–1892, 1898–1902: Felix Hettner, unterbrochen durch die Tätigkeit in der Reichs-Limeskommission
- 1892–1898: Hans Lehner, kommissarisch für Felix Hettner
- 1902–1905: Hans Graeven
- 1906–1935: Emil Krüger
- 1935–1945: Wilhelm von Massow
- 1946–1962: Hans Eiden
- 1963–1965: Wilhelm Reusch (kommissarisch)
- 1965–1977: Reinhard Schindler
- 1977–1994: Heinz Cüppers
- 1994–2004: Hans-Peter Kuhnen
- 2004–2008: Karin Goethert (kommissarisch)
- 2008–2011: Eckart Köhne
- seit 2012: Marcus Reuter

## Ausstellung

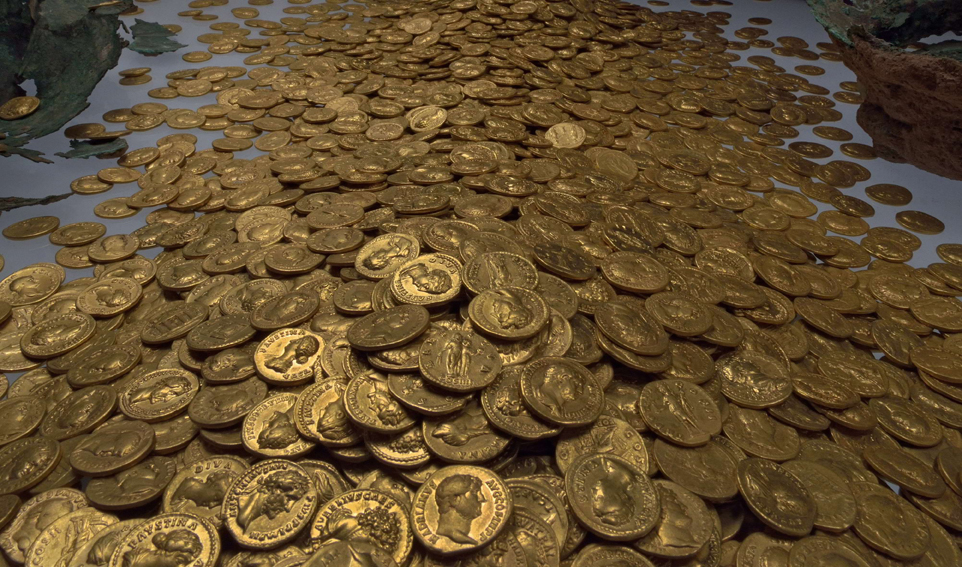
Trierer Goldmünzenschatz

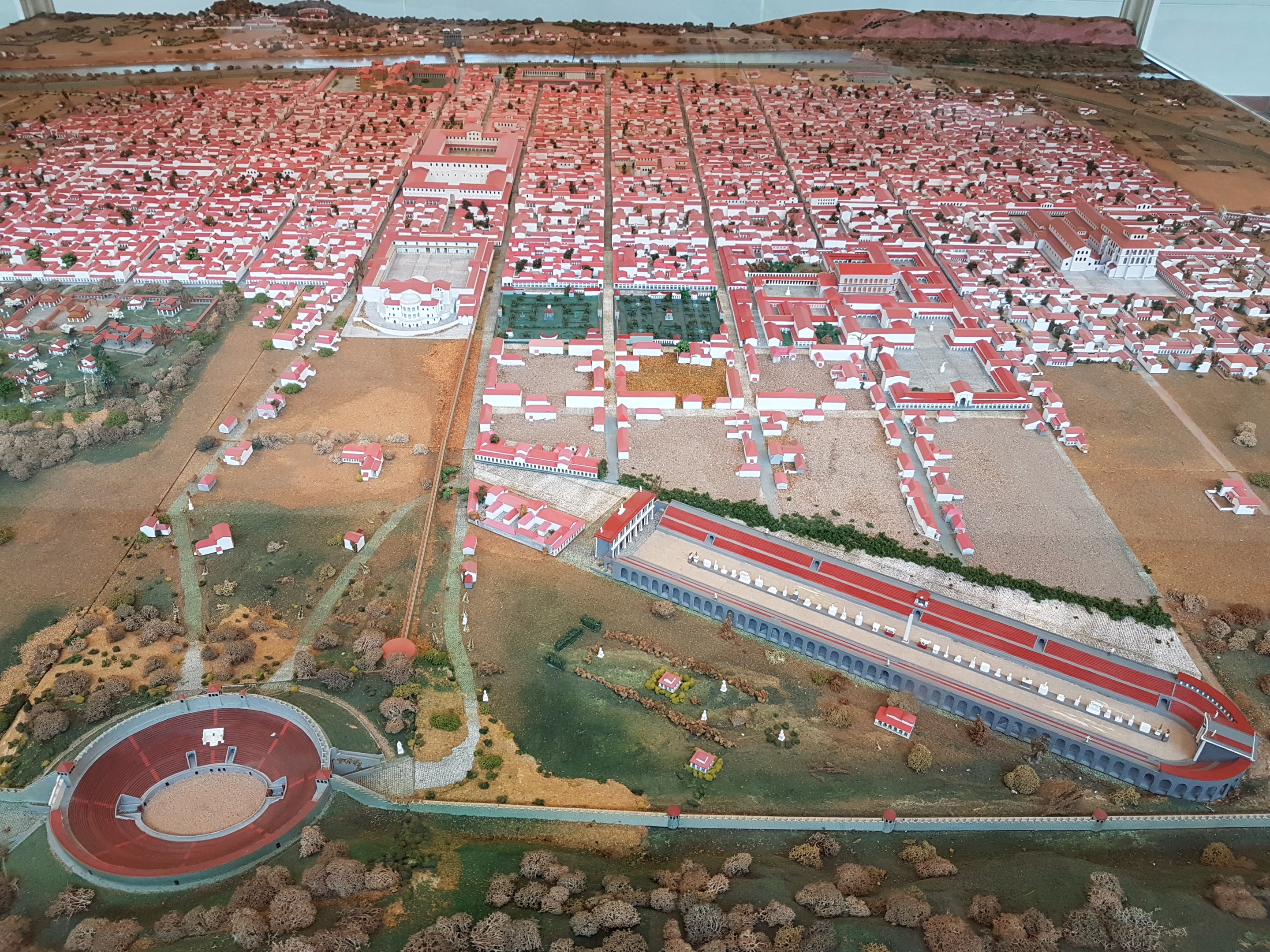
Augusta Treverorum im 4. Jahrhundert

Auf 4000 m² Ausstellungsfläche erstrecken sich die Dauerausstellungsräume zur Vorgeschichte, der römischen Zeit, dem Mittelalter und der Neuzeit.
Besonders die Exponate aus der römischen Stadt Trier, die als spätantike Kaiserresidenz zu den wichtigsten Städten im Römischen Reich zählte, machen die Sammlung einzigartig.
2009 und 2011 wurde das Museum neu eingerichtet und bietet den Besuchern seitdem einen Rundgang durch die Geschichte Triers und seiner Region, beginnend bei den ersten Menschen vor 200.000 Jahren. Steinwerkzeuge, Funde aus der Bronzezeit sowie beeindruckende keltischer Adelsgräber entführen die Besucher in längst vergangene Zeiten.
Auch aus der Zeit der Römer, in der Trier seine größte Bedeutung erlangte, werden Funde gezeigt: So etwa den Pfahl der ersten Römerbrücke, der das Gründungsdatum von Trier als ältester Stadt Deutschlands dendrochronologisch auf die Jahre 18/17 v. Chr. datiert. Durch die strategisch und wirtschaftlich günstige Lage kam es zu einem raschen Aufschwung der Stadt. Zeugen dieser glanzvollen Zeit sind unter anderem die größte Mosaikensammlung nördlich der Alpen, prachtvolle Kleinfunde aus dem römischen Alltag und eindrucksvolle, meterhohe Grabmonumente, zu denen auch das bekannte „Neumagener Weinschiff“ oder das „Schulrelief“ zählen.
Von der Zeit nach den Römern erzählen archäologische Funde aus Abfallgruben, die einen überraschenden Einblick in das mittelalterliche Trier bieten, oder Kunstwerke, wie die letzte erhaltene Glasmalerei aus dem Trierer Dom, die die Bedeutung der Trierer Klöster und des Doms bezeugen. Mit einem Blick auf die Pracht am Hofe des letzten Trierer Kurfürsten endet der Museumsrundgang.
Die Münzsammlung des Landesmuseums, eine der größten numismatischen Sammlungen Deutschlands, ist in einem eigenen Münzkabinett zu sehen. Einen Höhepunkt dieser Sammlung bildet der Münzschatz, der 1993 bei Ausschachtungsarbeiten für eine Tiefgarage nahe der Römerbrücke in Trier gefunden wurde. Er enthält 2558 römische Goldmünzen und ist der größte bisher gefundene römische Goldschatz.
Ein Stadtmodell im Museum zeigt das römische Augusta Treverorum im 4. Jahrhundert.
Die ständige Ausstellung des Rheinischen Landesmuseums wurde im Herbst 2011 mit dem Red Dot Design Award in der Kategorie communication design für eine besonders innovative, moderne und mutige Gestaltung ausgezeichnet.
Audio-Guides sind im Eintrittspreis enthalten und auf Deutsch, Englisch, Französisch und Niederländisch verfügbar, außerdem gibt es eine spezielle Kinderhörführung.

## Sonderausstellungen
Zu den Dauerausstellungen finden auf zusätzlichen 2000 m² Ausstellungsfläche Sonderausstellungen statt.
- 1984 „Trier - Augustusstadt der Treverer“ und „Trier - Kaiserresidenz und Bischofsstadt“
- 2003 „Palatia. Kaiserpaläste in Konstantinopel, Ravenna und Trier“
- 2007 „Konstantin der Große“
- 2009 „Schönheit im alten Ägypten“
- 2014 „Ein Traum von Rom. Stadtleben im römischen Deutschland“
- 2016 „Nero. Kaiser, Künstler und Tyrann“
- 2018 „Karl Marx“
- 2022 „Der Untergang des Römischen Reiches“

## Ausgewählte Exponate

### Steindenkmäler

#### Neumagener Steindenkmäler

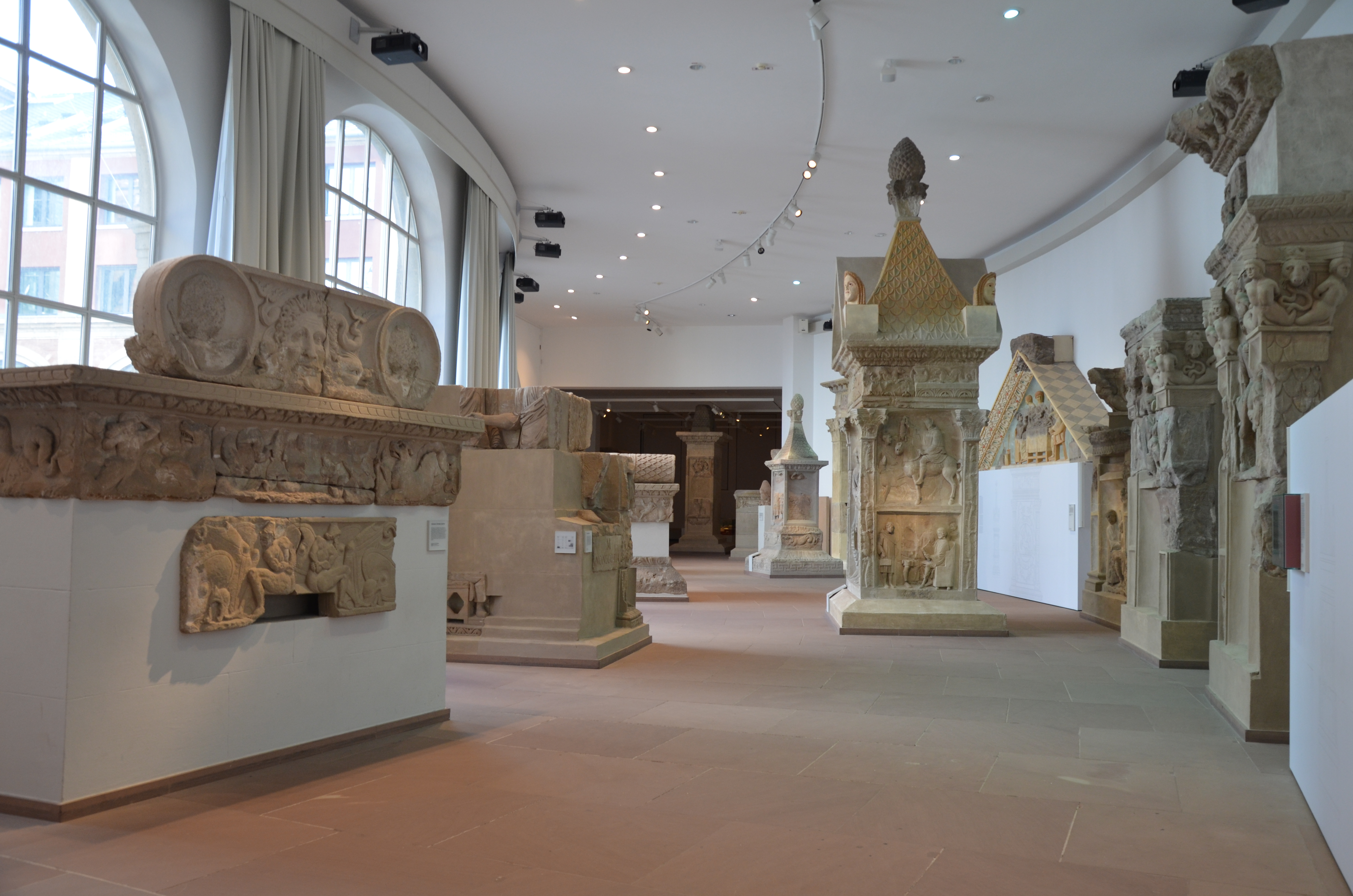
Grabdenkmäler im Rheinischen Landesmuseum

Einen der wichtigsten Ausstellungskomplexe des Museums bilden die 1877 bis 1885 aus den Fundamenten der spätrömischen Befestigung von Noviomagus (Neumagen) geborgenen Steinblöcke, die zu kaiserzeitlichen Grabdenkmälern gehören. Im Museum wurden sie zum Teil zu einer „Gräberstraße“ zusammengestellt, die einen Eindruck vom Erscheinungsbild eines römischen Gräberfeldes vermitteln soll.

##### Das Neumagener Weinschiff

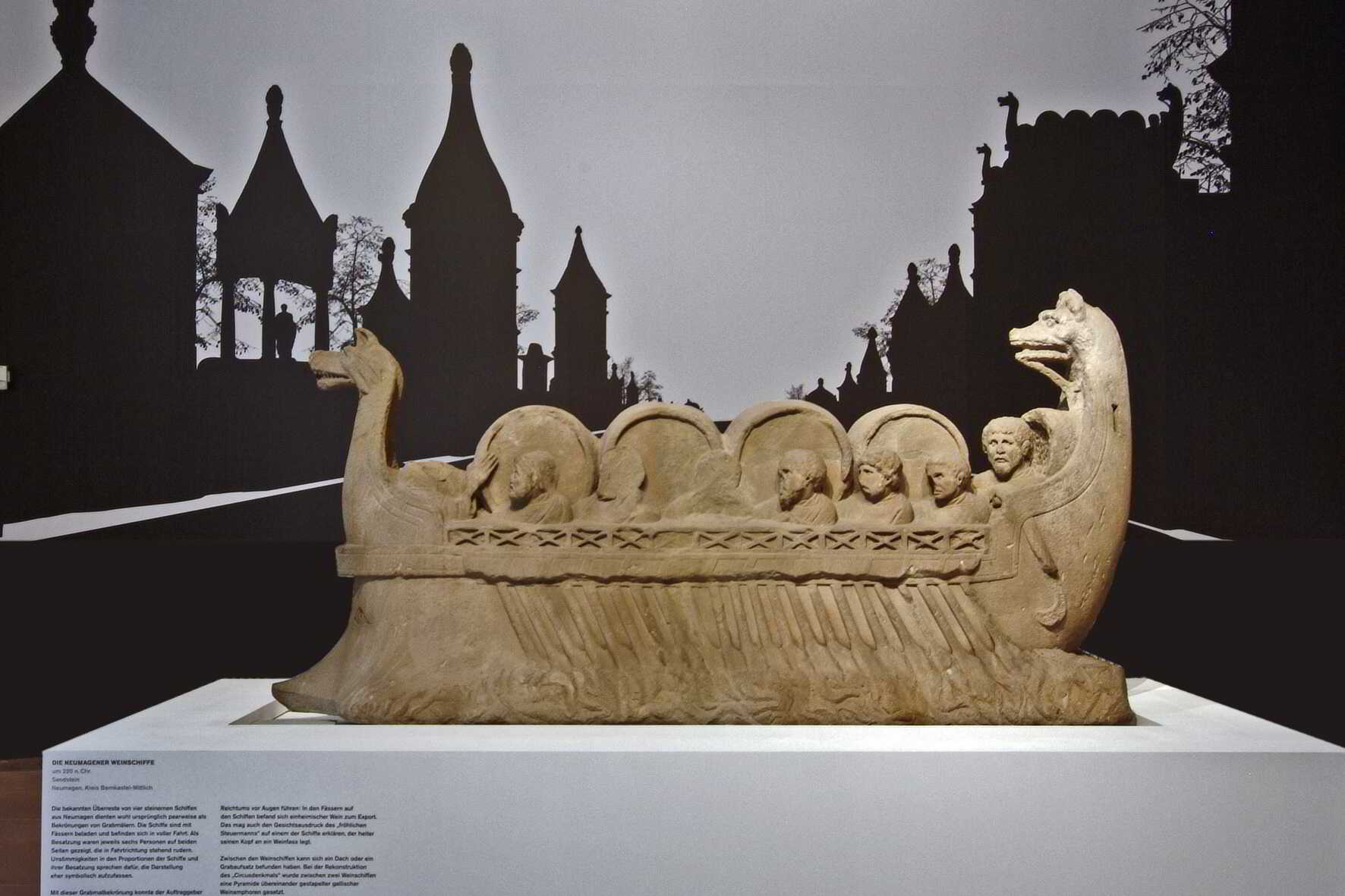
Das Neumagener Weinschiff

Das Neumagener Weinschiff diente als Aufsatz des Grabdenkmals eines römischen Weinhändlers aus der Zeit um 220 n. Chr. Es wurde 1878 in Neumagen gefunden. Es ist zu einem Symbol für den florierenden Weinhandel an der Mosel geworden.

#### Hermen von Welschbillig

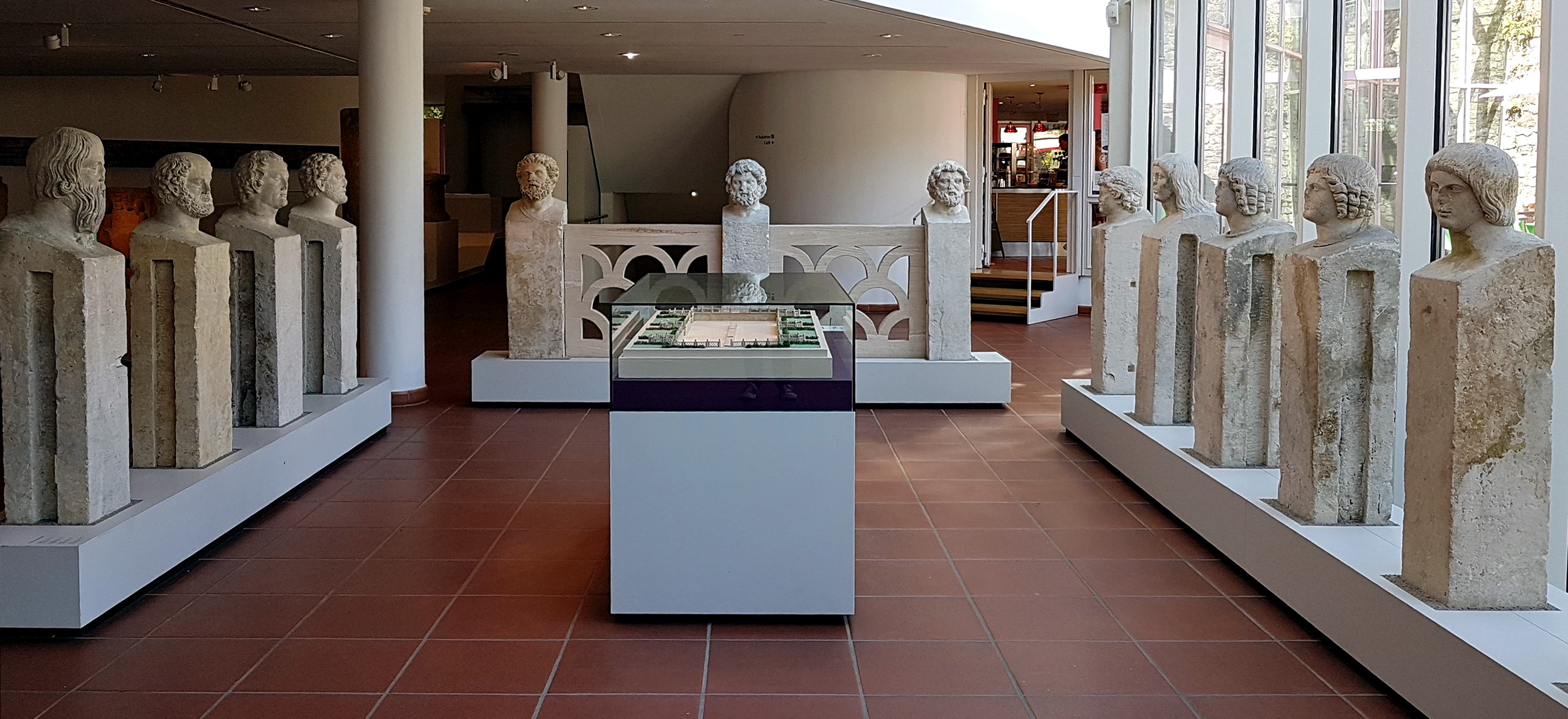
Hermen von Welschbillig

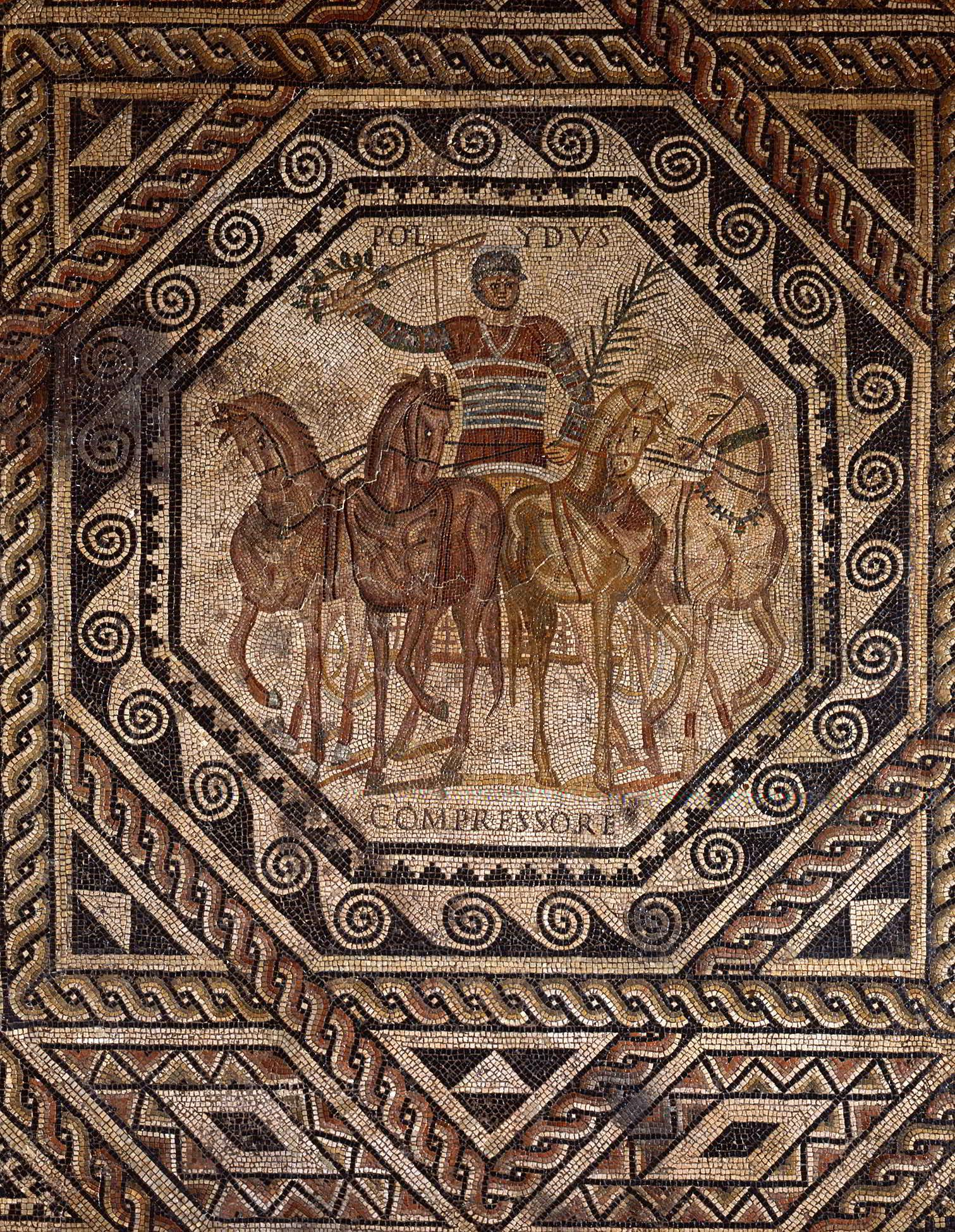
Das Polydus-Mosaik

### Mosaiken

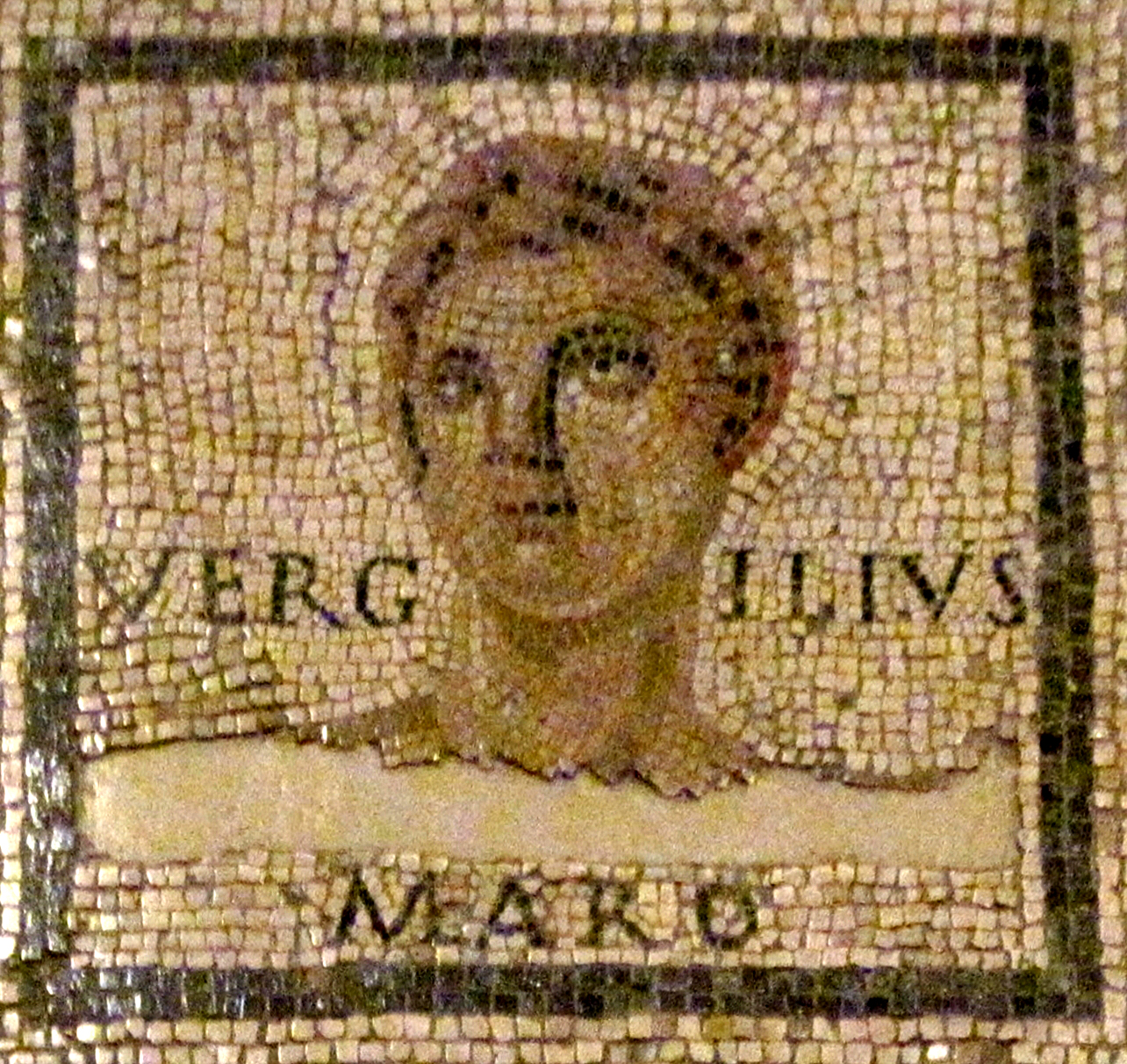
Vergil im Monnus-Mosaik

Das Landesmuseum besitzt eine der größten und bedeutendsten Sammlungen römischer Mosaiken nördlich der Alpen.
Dazu gehören das Polydus-Mosaik mit dem Rennfahrer Polydus auf seinem Wagen, gezogen von vier Pferden, der seine Siegestrophäen schwingt. Auch sein Leitpferd Compressore ist auf dem Mosaik namentlich verewigt. Das Mosaik aus dem 3. Jahrhundert stammt aus einem Stadthaus, das im 4. Jahrhundert bei dem Bau der Kaiserthermen abgerissen wurde, ist aber derzeit aufgrund baulicher Gegebenheiten nicht vollständig zugänglich.
Auf der Fläche des Landesmuseums selbst wurde bei Fundamentuntersuchungen 1884 das Monnus-Mosaik (auch Musenmosaik des Monnus) gefunden, das später fast an derselben Stelle (nur im Obergeschoss) ausgestellt wurde. Es stammt aus dem 3. Jahrhundert n. Chr. und ist nach seiner Inschrift Monnus fecit (etwa: Monnus machte [es] oder erschuf [es]) benannt. Dargestellt sind verschiedene Musen und Künstler, u. a. Vergil, umgeben von Bildern der Jahreszeiten, Monate und Tierkreise. Erhebliche Teile des Mosaiks sind zerstört, u. a. durch einen starken Brand – bei Auffindung lagen noch verkohlte Dachbalken auf dem Mosaik, die Steinchen darunter waren völlig verbrannt. Während die Ornamente für die Ausstellung wieder ergänzt wurden, wurde in den figürlichen Darstellungen nur Mörtel eingesetzt.

### Der Hortfund aus Trassem

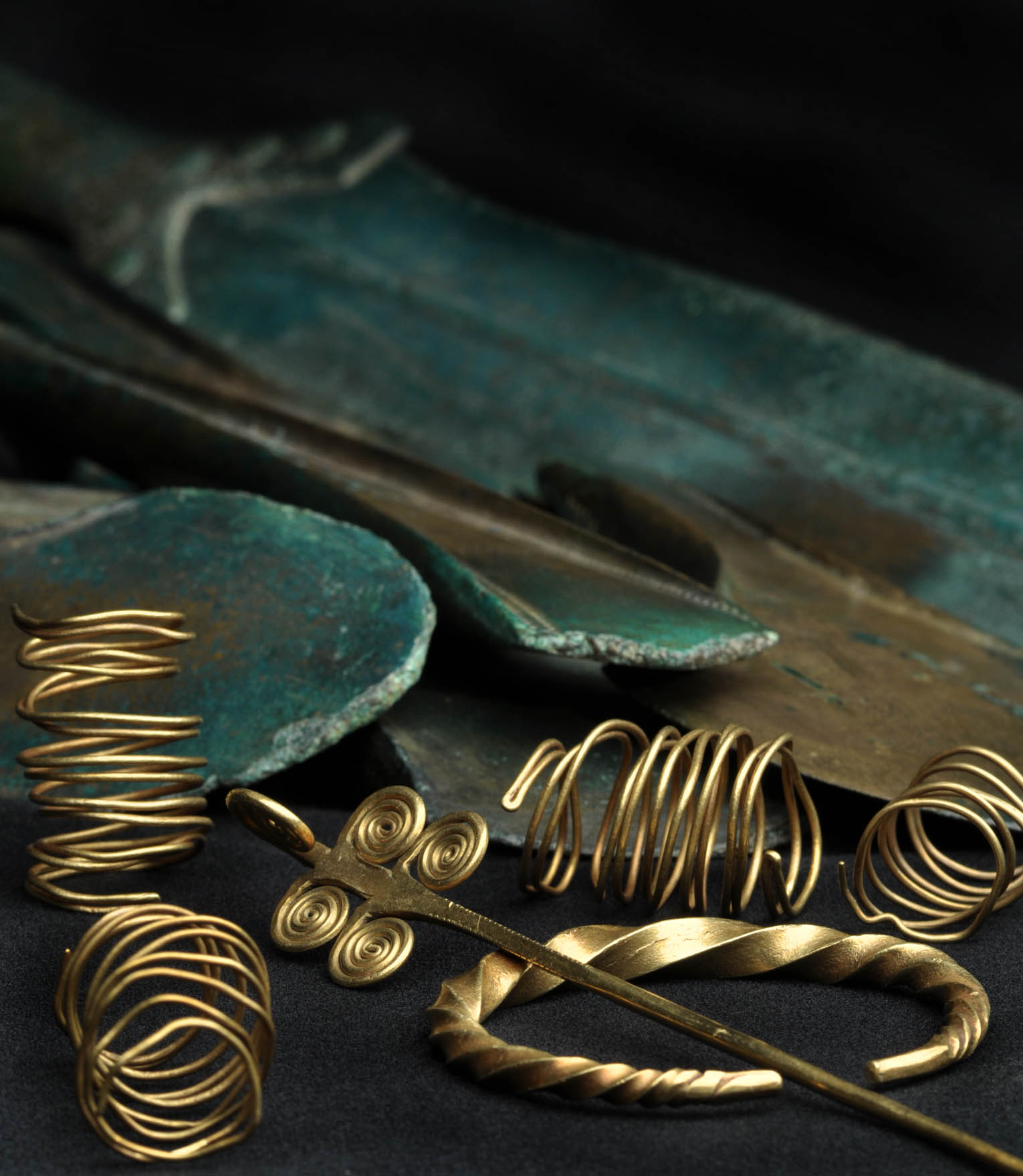
Hortfund aus der Bronzezeit

Einen wichtigen Fund aus der Bronzezeit stellt der in Trassem gefundene Hortfund dar. Ein Armreif und eine Nadel aus Gold, Goldspiralen sowie ein Kurzschwert und Bronzebeilklingen wurden vor ca. 3600 Jahren zwischen Steinen versteckt. Der Fund gilt als Opfergabe an göttliche Mächte, könnte aber auch eine zu Lebzeiten vorgenommene Ausstattung für das Jenseits darstellen. Da Funde bronzezeitlicher Metallgegenstände in dieser Region relativ selten sind, ist dieser Fund ein wichtiges Zeugnis für diese Epoche.

## Bibliothek
Das Museum besitzt eine umfangreiche Präsenzbibliothek zur Archäologie, Kunstgeschichte, Numismatik und geschichtlichen Landeskunde mit über 100.000 Bänden.

## Veranstaltungen
Das Landesmuseum bietet verschiedene Themenführungen für Schulen und Kinder, Kindergeburtstage und Ferienprogramme an. Sie werden mit interaktiven Workshopteilen in den museumspädagogischen Räumen zu einem besonderen Erlebnis. Zusätzlich werden auch Fortbildungen für Lehrer oder Erzieher angeboten. Sonderveranstaltungen wie Museumsnächte, Führungen, kulinarische Abende, Vorträge, Workshops und Konzerte bilden das Angebot für Erwachsene.